# Tour de Catalogne 1979
Le Tour de Catalogne 1979 est la 59e édition du Tour de Catalogne, une course cycliste par étapes en Espagne. L’épreuve se déroule sur 7 étapes du 5 au 12 septembre 1979 sur un total de 1 257,0 km. Le vainqueur final est l'Espagnol Vicente Belda de l’équipe Transmallorca-Flavia, devant Pedro Vilardebo et Christian Jourdan.

## Étapes
| Étape | Date         | Parcours                              | km    | Vainqueur d’étape      | Leader du classement général |
| ----- | ------------ | ------------------------------------- | ----- | ---------------------- | ---------------------------- |
| P     | 5 septembre  | Sitges – Sitges (clm)                 | 4,2   | Giuseppe Saronni       | Giuseppe Saronni             |
| 1     | 6 septembre  | Sitges – El Vendrell                  | 182,9 | Pedro Vilardebo        | Giuseppe Saronni             |
| 2a    | 7 septembre  | El Vendrell – Barcelone               | 80,1  | Ottavio Crepaldi       | Eulalio García               |
| 2b    | 7 septembre  | Premià de Dalt – La Garriga           | 87,8  | Giuseppe Saronni       | Eulalio García               |
| 3     | 8 septembre  | La Garriga - Manresa                  | 161,9 | José Luis López Cerrón | Eulalio García               |
| 4     | 9 septembre  | Àger - Estany de Sant Maurici (Espot) | 198,8 | Josef Fuchs            | Ángel Arroyo                 |
| 5     | 10 septembre | La Pobla de Segur - Col de Pal (Bagà) | 206,7 | Ricardo Zúñiga         | Vicente Belda                |
| 6     | 11 septembre | Bagà – Alt del Mas Nou                | 170,2 | Christian Jourdan      | Vicente Belda                |
| 7a    | 12 septembre | Platja d'Aro – Tossa de Mar (clm)     | 28,2  | Lucien Van Impe        | Vicente Belda                |
| 7b    | 12 septembre | Tossa de Mar – Sitges                 | 136,2 | Jesús Suárez Cueva     | Vicente Belda                |

### Prologue[1]
05-09-1979: Sitges – Sitges, 4,2 km (clm) :
|   | Cycliste         | Équipe         | Temps      |
| - | ---------------- | -------------- | ---------- |
| 1 | Giuseppe Saronni | Scic-Botecchia | 5 min 16 s |
| 2 | Roy Schuiten     | Scic-Botecchia | + 9 s      |
| 3 | Eulalio García   | Teka           | m.t.       |

|   | Cycliste         | Équipe         | Temps      |
| - | ---------------- | -------------- | ---------- |
| 1 | Giuseppe Saronni | Scic-Botecchia | 5 min 16 s |
| 2 | Roy Schuiten     | Scic-Botecchia | + 9 s      |
| 3 | Eulalio García   | Teka           | m.t.       |

### 1reétape[2]
06-09-1979: Sitges – El Vendrell, 182,9:
|   | Cycliste         | Équipe         | Temps           |
| - | ---------------- | -------------- | --------------- |
| 1 | Pedro Vilardebo  | Kas-Campagnolo | 4 h 53 min 33 s |
| 2 | Giuseppe Saronni | Scic-Botecchia | m.t.            |
| 3 | Roy Schuiten     | Scic-Botecchia | m.t.            |

|   | Cycliste         | Équipe         | Temps           |
| - | ---------------- | -------------- | --------------- |
| 1 | Giuseppe Saronni | Scic-Botecchia | 4 h 58 min 49 s |
| 2 | Roy Schuiten     | Scic-Botecchia | + 9 s           |
| 3 | Eulalio García   | Teka           | m.t.            |

### 2eétape A[3]
07-09-1979: El Vendrell – Barcelone, 80,1 km :
| Resultat de la 2e étape \| \| Cycliste \| Équipe \| Temps \| \| - \| ----------------- \| ----------------- \| --------------- \| \| 1 \| Ottavio Crepaldi \| Scic-Botecchia \| 2 h 07 min 44 s \| \| 2 \| Isidro Juárez \| Manzaneque CR-Tam \| + 17 s \| \| 3 \| Miguel María Lasa \| Moliner-Vereco \| + 18 s \| |                   |                   |                 |
| | Cycliste          | Équipe            | Temps           |
| 1 | Ottavio Crepaldi  | Scic-Botecchia    | 2 h 07 min 44 s |
| 2 | Isidro Juárez     | Manzaneque CR-Tam | + 17 s          |
| 3 | Miguel María Lasa | Moliner-Vereco    | + 18 s          |

### 2eétape B[3]
07-09-1979: Premià de Dalt – La Garriga, 87,8 km :
|   | Cycliste         | Équipe         | Temps           |
| - | ---------------- | -------------- | --------------- |
| 1 | Giuseppe Saronni | Scic-Botecchia | 2 h 15 min 18 s |
| 2 | Eulalio García   | Teka           | m.t.            |
| 3 | Lucien Van Impe  | Kas-Campagnolo | m.t.            |

|   | Cycliste          | Équipe         | Temps           |
| - | ----------------- | -------------- | --------------- |
| 1 | Eulalio García    | Teka           | 9 h 22 min 18 s |
| 2 | Lucien Van Impe   | Kas-Campagnolo | + 4 s           |
| 3 | Miguel María Lasa | Moliner-Vereco | + 13 s          |

### 3eétape[4]
08-09-1979: La Garriga - Manresa, 161,9 km :
|   | Cycliste               | Équipe         | Temps           |
| - | ---------------------- | -------------- | --------------- |
| 1 | José Luis López Cerrón | Moliner-Vereco | 4 h 34 min 15 s |
| 2 | Juan Fernández         | Kas-Campagnolo | + 1 min 39 s    |
| 3 | Giuseppe Saronni       | Scic-Botecchia | m.t.            |

|   | Cycliste          | Équipe         | Temps            |
| - | ----------------- | -------------- | ---------------- |
| 1 | Eulalio García    | Teka           | 14 h 08 min 14 s |
| 2 | Lucien Van Impe   | Kas-Campagnolo | + 4 s            |
| 3 | Miguel María Lasa | Moliner-Vereco | + 13 s           |

### 4eétape[5]
09-09-1979: Àger - Estany de Sant Maurici (Espot), 198,8 km :
|   | Cycliste        | Équipe         | Temps           |
| - | --------------- | -------------- | --------------- |
| 1 | Josef Fuchs     | Scic-Botecchia | 6 h 03 min 16 s |
| 2 | Pedro Vilardebo | Kas-Campagnolo | + 5 min 40 s    |
| 3 | Ángel Arroyo    | Moliner-Vereco | + 6 min 19 s    |

|   | Cycliste        | Équipe               | Temps            |
| - | --------------- | -------------------- | ---------------- |
| 1 | Ángel Arroyo    | Moliner-Vereco       | 20 h 19 min 17 s |
| 2 | Vicente Belda   | Transmallorca-Flavia | + 1 min 10 s     |
| 3 | Pedro Vilardebo | Kas-Campagnolo       | + 2 min 15 s     |

### 5eétape[6]
10-09-1979: La Pobla de Segur - Col de Pal (Bagà), 206,7 km :
|   | Cycliste              | Équipe                | Temps           |
| - | --------------------- | --------------------- | --------------- |
| 1 | Ricardo Zúñiga        | Manzaneque CR-Tam     | 6 h 59 min 43 s |
| 2 | Pedro Torres          | Transmallorca-Flavia  | + 25 s          |
| 3 | Didier Vanoverschelde | Le Redoute-Motobécane | + 2 min 29 s    |

|   | Cycliste        | Équipe               | Temps            |
| - | --------------- | -------------------- | ---------------- |
| 1 | Vicente Belda   | Transmallorca-Flavia | 27 h 24 min 24 s |
| 2 | Pedro Torres    | Transmallorca-Flavia | + 32 s           |
| 3 | Pedro Vilardebo | Kas-Campagnolo       | + 1 min 04 s     |

### 6eétape[6]
11-09-1979: Bagà – Alt del Mas Nou, 170,2 km :
|   | Cycliste           | Équipe                | Temps           |
| - | ------------------ | --------------------- | --------------- |
| 1 | Christian Jourdan  | Le Redoute-Motobécane | 4 h 20 min 47 s |
| 2 | Mariano Martínez   | Le Redoute-Motobécane | + 7 min 23 s    |
| 3 | Jesús Suárez Cueva | Kas-Campagnolo        | + 8 min 13 s    |

|   | Cycliste          | Équipe                | Temps            |
| - | ----------------- | --------------------- | ---------------- |
| 1 | Vicente Belda     | Transmallorca-Flavia  | 31 h 58 min 51 s |
| 2 | Christian Jourdan | Le Redoute-Motobécane | + 18 s           |
| 3 | Pedro Torres      | Transmallorca-Flavia  | + 1 min 01 s     |

### 7eétape A[7]
12-09-1980: Platja d'Aro – Tossa de Mar, 28,2 km (clm) :
| Resultat de la 7e étape A \| \| Cycliste \| Équipe \| Temps \| \| - \| ---------------- \| ----------------- \| ------------ \| \| 1 \| Lucien Van Impe \| Kas-Campagnolo \| 42 min 18 s \| \| 2 \| Pedro Vilardebo \| Kas-Campagnolo \| + 1 min 02 s \| \| 3 \| Jesús Manzaneque \| Manzaneque CR-Tam \| + 1 min 34 s \| |                  |                   |              |
| | Cycliste         | Équipe            | Temps        |
| 1 | Lucien Van Impe  | Kas-Campagnolo    | 42 min 18 s  |
| 2 | Pedro Vilardebo  | Kas-Campagnolo    | + 1 min 02 s |
| 3 | Jesús Manzaneque | Manzaneque CR-Tam | + 1 min 34 s |

### 7eétape B[7]
12-09-1979: Tossa de Mar – Sitges, 136,2 km :
|   | Cycliste           | Équipe                | Temps           |
| - | ------------------ | --------------------- | --------------- |
| 1 | Jesús Suárez Cueva | Kas-Campagnolo        | 3 h 15 min 29 s |
| 2 | Christian Muselet  | Le Redoute-Motobécane | m.t.            |
| 3 | Juan Fernández     | Kas-Campagnolo        | m.t.            |

|   | Cycliste          | Équipe                | Temps            |
| - | ----------------- | --------------------- | ---------------- |
| 1 | Vicente Belda     | Transmallorca-Flavia  | 35 h 58 min 45 s |
| 2 | Pedro Vilardebo   | Kas-Campagnolo        | + 2 s            |
| 3 | Christian Jourdan | Le Redoute-Motobécane | + 9 s            |

## Classement général
|    | Cycliste          | Équipe                | Temps            |
| -- | ----------------- | --------------------- | ---------------- |
| 1  | Vicente Belda     | Transmallorca-Flavia  | 35 h 58 min 45 s |
| 2  | Pedro Vilardebo   | Kas-Campagnolo        | + 2 s            |
| 3  | Christian Jourdan | Le Redoute-Motobécane | + 9 s            |
| 4  | Pedro Torres      | Transmallorca-Flavia  | + 1 min 01 s     |
| 5  | Josef Fuchs       | Scic-Botecchia        | + 2 min 28 s     |
| 6  | Lucien Van Impe   | Kas-Campagnolo        | + 2 min 36 s     |
| 7  | Jordi Fortià      | Novostil-Helios       | + 8 min 18 s     |
| 8  | Ángel Arroyo      | Moliner-Vereco        | + 9 min 13 s     |
| 9  | Manuel Esparza    | Teka                  | + 10 min 38 s    |
| 10 | Ricardo Zúñiga    | Manzaneque CR-Tam     | + 11 min 50 s    |

## Classements annexes
|   | Cycliste       | Équipe               | Points |
| - | -------------- | -------------------- | ------ |
| 1 | Manuel Esparza | Teka                 | 41     |
| 2 | Ricardo Zúñiga | Manzaneque CR-Tam    | 38     |
| 3 | Pedro Torres   | Transmallorca-Flavia | 29     |

|   | Cycliste              | Équipe                | Points |
| - | --------------------- | --------------------- | ------ |
| 1 | Christian Muselet     | Le Redoute-Motobécane | 40     |
| 2 | Christian Jourdan     | Le Redoute-Motobécane | 19     |
| 3 | Didier Vanoverschelde | Le Redoute-Motobécane | 17     |

|   | Cycliste           | Équipe         | Points |
| - | ------------------ | -------------- | ------ |
| 1 | Pedro Vilardebo    | Kas-Campagnolo | 36,5   |
| 2 | Lucien Van Impe    | Kas-Campagnolo | 28,5   |
| 3 | Jesús Suárez Cueva | Kas-Campagnolo | 26,5   |

|   | Équipe                | Pays    | Temps             |
| - | --------------------- | ------- | ----------------- |
| 1 | Kas-Campagnolo        | Espagne | 107 h 52 min 16 s |
| 2 | Le Redoute-Motobécane | France  | + 12 min 37 s     |
| 3 | Transmallorca-Flavia  | Espagne | + 30 min 05 s     |